# Buthidae

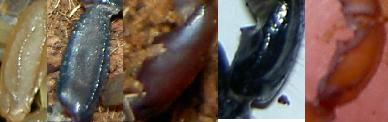
patela (prostřední část makadla) štírů zleva: Mesobuthus martensii (Buthidae), Hadogenes paucidens (Hemiscopiidae), Caraboctonus keyserlingii (Caraboctonidae), Pandinus imperator (Scorpionidae), Euscorpius tergestinus (Euscorpiidae)

Buthidae je nejpočetnější čeleď štírů. Je také nejrozšířenější čeledí obývající všechny kontinenty s výjimkou Antarktidy. Do této čeledi patří nejmenší štíři, zástupci rodu Microtityus z Karibiku. Štíry této čeledi lze většinou dobře poznat podle tenkých pedipalp (klepet) a tlustého ocasu. Jediný problém mohou působit americké rody Hadrurus a Vaejovis, jejichž některé druhy jsou fyziologicky značně podobné štírům čeledi Buthidae. Bezpečným určovacím znakem je článek ruky pedipalpy hned za klepetem, který je u čeledi Buthidae opatřen jednou nebo dvěma hranami, u ostatních čeledí je hladký. Čeleď Buthidae je nejstarší čeledí pravých štírů, její zástupci byli nalezeni v jantaru starém 38 milionů let.

## Důležité rody
Tato čeleď má více než 80 rodů. Uvedeny jsou pouze nejdůležitější nebo výjimečné.
- Androctonus

Rod obsahuje mnoho chovatelsky atraktivních a sbíraných druhů a poddruhů. Je v něm přítomen štír Androctonus australis, který ročně způsobí největší počet úmrtí a další tři nebezpečné druhy.
- Babycurus

Mírně jedovatí štíři. Velice oblíbení v chovu. Nejčastěji a nejsnadněji chovaným je červenohnědý Babycurus jacsoni.
- Buthus

Rod nyní s 27 druhy, s 3 v Evropě. Dříve do tohoto rodu patřily téměř všechny nebezpečné druhy této čeledi. Nyní je nebezpečný pouze Buthus occitanus z Afriky.
- Centruroides

Rod obsahuje přes 40 původně amerických velice rozšířených druhů. Některé z nich jsou toxicky významné. Nejnebezpečnější je Centruroides exilicauda. Nejčastěji jsou chovány druhy C. vittatus, C. gracilis a C. margaritatus. V tomto rodu se podařilo mezidruhové křížení.
- Grosphus

Chovatelsky atraktivní rod. Je endemitním rodem Madagaskaru. K chovu je velice vhodný a také se stále častěji v chovu objevuje.
- Hottentotta

Rod štírů Afriky a Asie. U druhu H. hottentotta je partenogeneze. Některé druhy mají silný jed. Hottentotta (dříve Mesobuthus) tamulus je nebezpečná. Druhy jsou mnohdy chovatelsky atraktivní.
- Isometrus

Rod z Asie a Austrálie. V chovu se objevuje zřídka. Výjimkou je štír kosmopolitní (Isometrus maculatus), který byl zavlečen do všech tropických a subtropických oblastí včetně Evropy.
- Leiurus

Rod obsahuje tři druhy. L. quinquestriatus je velice nebezpečný štír a má nejúčinnější jed ze všech štírů. L. jordanesis je černě zbarven a byl objeven jen typový exemplář.
- Lychas

Některé druhy jsou často chovány v zajetí. Stanoviště těchto štírů jsou koruny stromů. Bodnutí většiny druhů není nebezpečné. Některé druhy však mohou být nebezpečný pro alergiky a malé děti.
- Mesobuthus

Zajímavý rod velice podobný rodu Buthus. Mnoho druhů přezimuje za nízkých teplot. Některé druhy jsou často chovány.
- Microtityus

Karibský rod nejmenších štírů na světě. Drobná velikost a skrytý způsob života jej činí pro chov neatraktivní.
- Odonturus

Monotypický rod. Jediný druh O. dentatus je často chován a zaměňován za Babycurus jacsoni.
- Orthochirus

Pouštní rod štírů Afriky a Asie. Zajímavým jej činí zvláštní chování, kdy se kryje metasomou, jako slunečníkem. Pravděpodobně se tak chrání před ztrátou vody.